# Памятник комсомольцам 1920-х годов
Памятник “Комсомольцам 1920-х годов” — монумент, посвящённый образу главного героя романа Николая Островского «Как закалялась сталь» (1932) — Павлу Корчагину, комсомольцам 1920-х годов, молодежи Украины, которая принимала участие в Гражданской войне 1918—1921 и в послевоенном восстановлении народного хозяйства.
Открыт в 1961 году. Размещался на центральной аллее в северной части парка «Нивки» в Шевченковском районе Киева на Брест-Литовском проспекте.
В ночь с 26 на 27 мая 2015 года памятник был снесён.

## Описание
Автор — скульптор Владимир Сорока. Высота скульптуры — 2,5 м, постамента — 2,85 м.
Фигура комсомольца в будёновке и шинели с молотом в руках стояла на постаменте из серого гранита. Напряженный шаг, широкий замах рук, развернутые полы шинели придавали композиции внутреннюю энергию и динамику движения. Художественную выразительность памятника усиливали экспрессивная лепка и удачное сочетание бронзовой фигуры с высоким, асимметричным рустованным постаментом, в центре лицевой стороны на полированной доске из черного лабрадорита помещалась надпись накладными бронзовыми буквами на украинском языке «Комсомольцям 20-х років».